# Championnat du Paraguay de football 1915
Navigation
Édition précédente Édition suivante
La 9e édition du championnat du Paraguay de football est remportée par le Club Cerro Porteño. C’est le deuxième titre de champion du club. Cerro Porteño l’emporte sur le Club Olimpia après un match de barrage, les deux équipes ayant terminé ex aequo au terme du championnat. Club Guaraní complète le podium. 

## Les clubs de l'édition 1915
| \| Asuncion: · Olimpia · Nacional · Sol de América · Guaraní · Cerro Porteño · River Plate Asuncion \| Localisation des clubs engagés dans le championnat. |
| Asuncion: · Olimpia · Nacional · Sol de América · Guaraní · Cerro Porteño · River Plate Asuncion                                                           |

| Club                | Stade | Capacité | Ville    |
| ------------------- | ----- | -------- | -------- |
| Club Cerro Porteño  | -     | -        | Asuncion |
| Club Guaraní        | -     | -        | Asuncion |
| Club Olimpia        | -     | -        | Asuncion |
| Club Nacional       | -     | -        | Asuncion |
| Club River Plate    | -     | -        | Asuncion |
| Club Sol de América | -     | -        | Asuncion |

## Compétition

### Classement
| Rang | Équipe              | Pts | J  | G | N | P | Bp | Bc | Diff |
| ---- | ------------------- | --- | -- | - | - | - | -- | -- | ---- |
| 1    | Club Cerro Porteño  | 12  | 10 | . | . | . | .  | .  | 0    |
| 2    | Club Olimpia        | 12  | 10 | . | . | . | .  | .  | 0    |
| 3    | Club Guaraní        | 11  | 10 | . | . | . | .  | .  | 0    |
| 4    | Club Sol de América | 10  | 10 | . | . | . | .  | .  | 0    |
| 5    | Club Nacional       | 9   | 10 | . | . | . | .  | .  | 0    |
| 6    | Club River Plate    | 6   | 10 | . | . | . | .  | .  | 0    |

| Légende : Qualifications et relégations | Légende : Qualifications et relégations |
| --------------------------------------- | --------------------------------------- |
|                                         | Champion du Paraguay                    |
|                                         | Relégation en deuxième division         |
|                                         | (T) : Tenant du titre (P) : Promus      |

### Barrage
| match d'appui    | Club Cerro Porteño                                                        | 1-1     | Club Olimpia | Terrain de Club Sol de América |                            |
| 25 novembre 1915 | José Talavera 25e                                                         |         | Bareiro 30e | Arbitrage : Adolfo Ortúzar     | Arbitrage : Adolfo Ortúzar |
| 25 novembre 1915 | ?; Clemente Talavera, Peña; Denis, Gómez, ?; ?, José Talavera, Roa, ?, ?; | Équipes | David Gracia; Pedro Laconich, J.Sosa Gaona; A.Velásquez, Mena, Leopoldo Caballero; Wilfrido Carreras, Vicente Caballero, Francisco Caballero (“Pancholo”), Carlos Oliva, Bareiro; | Arbitrage : Adolfo Ortúzar     | Arbitrage : Adolfo Ortúzar |

| Deuxième match d'appui | Club Cerro Porteño | 7-3 (ap prolongations) | Club Olimpia | Terrain de Club Nacional   |                            |
| 5 décembre 1915        |                    |                        |              | Arbitrage : Adolfo Ortúzar | Arbitrage : Adolfo Ortúzar |

## Bilan de la saison
| Championnat du Paraguay de football 1915                             |                               |
| Champion                                                             | Club Cerro Porteño (2e titre) |
| Promotions et relégations                                            |                               |
| Promus en Primera División                                           |                               |
| Relégués en Championnat du Paraguay de football de deuxième division |                               |